# Soběpodobnost

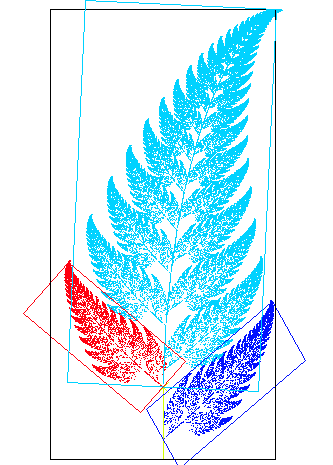
Soběpodobný list kapradě

Soběpodobnost neboli škálová invariance je charakteristika tvaru objektů. Libovolná část objektu má tvar, který je podobný tvaru téhož objektu při jiném rozlišení (zvětšení nebo zmenšení).
U dokonalé soběpodobnosti platí, že ať pozorujeme soběpodobný objekt v jakémkoliv měřítku nebo v jakémkoliv rozlišení, pozorujeme stále se opakující charakteristický tvar.
Přibližná soběpodobnost se velmi často vyskytuje v přírodě.

## Příklady soběpodobných těles
- fraktál
- mrak
- strom
- pobřeží
- pohoří